# Термоклин
Термоклинът (известен също като термичен слой или металимнион в езерата) е обособен слой в голям обем на флуид (напр. водата в океан или езеро или въздухът в атмосферата) с висок градиент на температурата, свързан с нарастването на дълбочината. В открития океан термоклинът разделя горния смесен слой от спокойната дълбока вода отдолу.
В зависимост до голяма степен от сезона, географската ширина и турбулентното смесване от вятъра, термоклиновете могат да бъдат полупостоянна характеристика на водния басейн или могат да се образуват временно в отговор на явления като слънчевото нагряване на повърхностните води през деня и охлаждане през нощта. Факторите, които влияят върху дълбочината и дебелината на термоклина, включват също местните условия на околната среда, приливи, отливи и течения.

## Океани
По-голямата част от топлинната енергия на Слънцето, която стига до Земята, се абсорбира в първите няколко сантиметра от повърхността на океана, който се нагрява през деня и се охлажда през нощта, тъй като отдава топлинна енергия. Вълнението смесва водата близо до повърхностния слой и разпределя топлината към по-дълбоките води, така че температурата е относително равномерна в най-горните 100 m (330 ft), в зависимост от силата на вълните и наличието на повърхностна турбуленция, причинена от течения. Под този смесен слой температурата остава относително стабилна по време на циклите ден/нощ. С увеличаване на дълбочината температурата на открития океан постепенно спада. Тъй като солената вода не замръзва, докато не достигне −2,3 °C (27,9 °F) (по-студено с увеличаване на дълбочината и налягането), температурата на водата  в дълбочина обикновено е близо до нула градуса.
Термоклинът варира в дълбочина. Той е полупостоянен в тропиците, променлив в регионите с умерен климат и плитък до несъществуващ в полярните региони, където водният стълб е равномерно студен от повърхността до дъното. Слой морски лед действа като изолационно одеяло. Първите точни глобални измервания са направени по време на океанографската експедиция с английския кораб  HMS Challenger.
В открития океан термоклинът се характеризира с отрицателен градиент на скоростта на звука, което е важно в подводната война, тъй като може да отразява активен сонар и други акустични сигнали. Това се дължи на прекъсването на акустичния импеданс на водата, създадено от внезапната промяна в плътността.
При водолазно гмуркане понякога може да се наблюдава термоклин, при който температурата на водата спада с няколко градуса по Целзий съвсем внезапно между две водни пространства, например когато по-студена вода се вклини в повърхностен слой от по-топла вода (вж. ъпуелинг). Това придава на водата вид на набръчкано стъкло, видът, който често се използва в прозорците на банята, за да скрие гледката, и се причинява от променения показател на пречупване на студения или топъл воден стълб. Същите тези фигури могат да се наблюдават, когато горещият въздух се издига нагоре от асфалта на летища или пустинни пътища и е причина за наблюдаването на миражи.

## Термоклинна сезонност
Термоклинът в океана може да варира по дълбочина и величина според сезона. Това е особено забележимо в средните географски ширини с по-дебел смесен слой през зимата и по-тънък смесен слой през лятото. По-ниските зимни температури карат термоклина да достига по-голяма дълбочина, а по-високите летни температури го връщат обратно към горния слой. В районите около тропиците и субтропиците термоклинът може да стане още по-тънък през лятото, отколкото на други места. На по-големи географски ширини, около полюсите, се наблюдава повече сезонен термоклин, отколкото постоянен. Това е мястото, където вместо това се образува дихотермален слой.
В северното полукълбо максималните температури на повърхността настъпват през август и септември, а минималните температури настъпват през февруари и март, като общото съдържание на топлина е най-ниско през март. Това е моментът, когато сезонният термоклин започва да се изгражда отново, след като е намалял през по-студените месеци.
Постоянният термоклин е този, който не се влияе от сезона и се намира под максималната дълбочина на годишния смесен слой.

## Други водоеми
В езерата също могат да се наблюдават термоклинове. В по-студен климат това води до явление, наречено стратификация. През лятото топлата вода, която е с по-малка плътност, ще стои върху по-студена, по-плътна, по-дълбока вода с термоклин, който ги разделя. Топлият слой се нарича епилимнион, а студеният слой се нарича хиполимнион. Тъй като топлата вода е изложена на слънце през деня, съществува стабилна система и се получава много слабо смесване на топла и студена вода, особено при тихо време.
Един резултат от тази стабилност е, че с напредването на лятото под термоклина има все по-малко кислород, тъй като водата под термоклина никога не циркулира към повърхността и организмите във водата изчерпват наличния кислород. С наближаването на зимата температурата на повърхностните води спада, тъй като нощното охлаждане доминира преноса на топлина. Достига се точка, в която плътността на охлаждащата повърхностна вода става по-голяма от плътността на дълбоката вода и започва преобръщане, когато плътната повърхностна вода се движи надолу под въздействието на гравитацията. Този процес се подпомага от вятъра или друг процес (например течения), който вълнува водата. Този ефект се проявява и във водите на Арктика и Антарктика, извеждайки вода на повърхността, която, макар и с ниско съдържание на кислород, е с по-високо съдържание на хранителни вещества от първоначалната повърхностна вода. Това обогатяване на повърхностни хранителни вещества може да доведе до цъфтеж на фитопланктон.
Тъй като температурата продължава да пада, водата на повърхността може да стане достатъчно студена, за да замръзне и водоемът да започне да се заледява. Нов термоклин се развива там, където най-плътната вода (4 °C (39 °F)) потъва на дъното, а водата с по-малка плътност (т.е. която само се доближава до точката на замръзване) се издига нагоре. След като тази нова стратификация се установи, тя продължава, докато водата се затопли достатъчно за „пролетния оборот“, който настъпва, след като ледът се стопи и температурата на водата на повърхността се повиши до 4 °C. По време на този преход може да се развие термична лента (на английски: Thermal bar).
В термоклина могат да се появят вълни, причинявайки колебания на дълбочината на термоклина, измерена на едно място (обикновено като форма на стоящи вълни). Алтернативно, вълните могат да бъдат предизвикани от поток над повдигнато дъно, произвеждайки термоклинна вълна, която не се променя с времето, но варира в дълбочина, когато човек се движи заедно със, или срещу потока.

## Атмосфера
Термичната граница между тропосферата (долната атмосфера) и стратосферата (горната атмосфера) е термоклин. Температурата обикновено намалява с надморската височина, но топлината от излагането на слънце през деня се отделя през нощта, което може да създаде топъл район на земята с по-студен въздух отгоре. Това е известно като температурна инверсия (допълнителен пример за термоклин). При изгрев слънце слънчевата енергия затопля земята, карайки затоплящия се въздух да се издига, като по този начин дестабилизира и в крайна сметка обръща инверсионния слой. Това явление е приложено за първи път в областта на изследването на шумовото замърсяване през 60-те години на XX век, допринасяйки за проектирането на шумови бариери за градски магистрали.